# Bylur
Bylur è il terzo album in studio del gruppo folk danese Krauka.

## Tracce
1. Intro – 1:06
2. Raftar – 2:17
3. Sælugaukur – 2:30
4. Fossbúinn – 0:50
5. Koldt Skind – 2:56
6. Skalmeje – 1:32
7. Smeden – 4:09
8. Sléttubönd – 3:02
9. Sommersol – 2:23
10. Böðulsvisur – 1:36
11. þursatal – 1:15
12. Næsti Bar – 3:43
13. Kragevisen – 3:02
14. Loki – 2:35
15. Hjónaband – 3:23
16. Vølverne – 2:50
17. Lang Linken – 3:31
18. Æða Blæda – 1:33

## Formazione
- Aksel Striim - lira, ciaramella, flauti, voce
- Gudjon Rudolf - voce, scacciapensieri, percussioni
- Jens Villy Pedersen - lira, percussioni, flauti, voce
- Søren Zederkof - basso